# Pistolet Browning M1903
Browning M1903 (Browning No. 2) – belgijski pistolet samopowtarzalny, udoskonalona wersja pistoletu Browning M1900.

## Historia
W 1900 roku Fabrique Nationale de Herstal (FN) rozpoczęła produkcje skonstruowanego przez Johna Browninga pistoletu M1900 (No. 1). Była to udana konstrukcja, ale szybko okazało się, że wielu użytkowników preferowałoby broń o większym niż 7,65 mm kalibrze. Odpowiedzią Johna Browninga był nowy nabój 9 x 20 mm Browning Long i strzelający nim pistolet M1903 (No. 2). Nowy pistolet pod względem konstrukcyjnym był podobny do M1900. Podstawową różnicą było przeniesienie sprężyny powrotnej pod lufę.
Browning M1903 okazał się dużym sukcesem marketingowym firmy FN. Został przyjęty do uzbrojenia armii i policji między innymi w Belgii, Holandii, Rosji, Turcji i Peru. Natomiast w Szwecji po przyjęciu M1903 na uzbrojenie wojska, uruchomiono jego licencyjną produkcję w zakładach Husqvarna jako m/1907.
Produkcję pistoletu M1903 w zakładach FN zakończono w 1939 roku po wyprodukowaniu ok. 58 000 egzemplarzy.

## Konstrukcja
Browning M1903 był bronią samopowtarzalną. Zasada działania oparta na odrzucie zamka swobodnego. Mechanizm spustowy bezkurkowy. Bezpiecznik nastawny. Skrzydełko bezpiecznika po lewej stronie zamka. Dodatkowo M1903 posiadał automatyczny bezpiecznik chwytowy. M1903 był zasilany z wymiennego, jednorzędowego magazynka pudełkowego o pojemności 7 naboi, umieszczonego w chwycie. Przycisk zwalniania magazynka znajdował się u dołu chwytu. Przyrządy celownicze mechaniczne, stałe (muszka i szczerbinka).